# 当巴克城
当巴克城（法語：Dambach-la-Ville，法語發音：[dɑ̃bak la vil]），或纯音译作当巴克拉维尔，是法国下莱茵省的一个市镇，位于该省南部，属于塞莱斯塔-埃尔什泰因区。

## 地理
当巴克城（48°19'26"N, 7°25'39"E）面积28.83 平方千米，位于法国大東部大區下莱茵省，该省份为法国大陆部分最东部的省份，是阿尔萨斯的一部分，今与上莱茵省组成了阿尔萨斯欧洲集体，其南至上莱茵省，西南接孚日省和默尔特-摩泽尔省，西接摩泽尔省，北与德国接壤，东侧沿莱茵河与德国相望。
与当巴克城接壤的市镇（或旧市镇、城区）包括：布林什维莱尔、迪芬塔勒、埃伯赛姆、埃普菲格、圣皮埃尔布瓦、谢尔维莱尔。
当巴克城的时区为UTC+01:00、UTC+02:00（夏令时）。

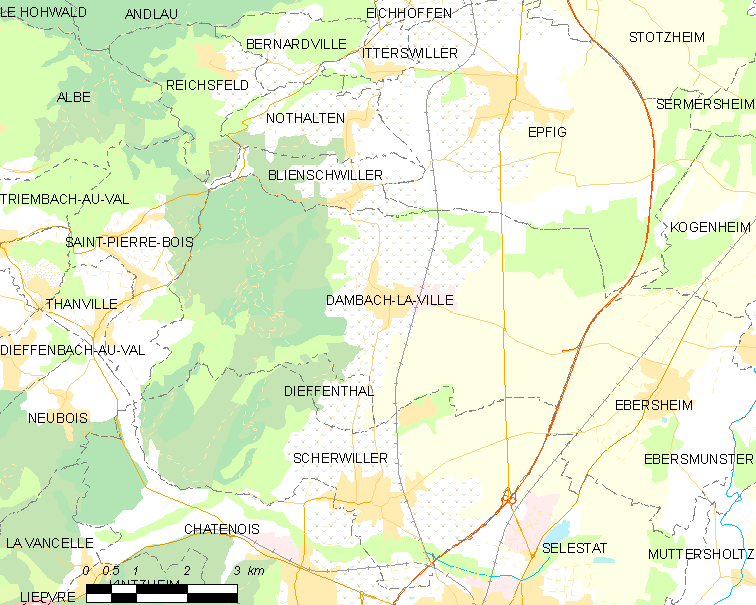
当巴克城的OSM定位图

## 行政
当巴克城的邮政编码为67650，INSEE市镇编码为67084。

## 政治
当巴克城所属的省级选区为奥贝奈县。

## 人口

1962-2008年间当巴克城人口变化图示

当巴克城于2022年1月1日时的人口数量为2186人。